# Rzut (budownictwo)

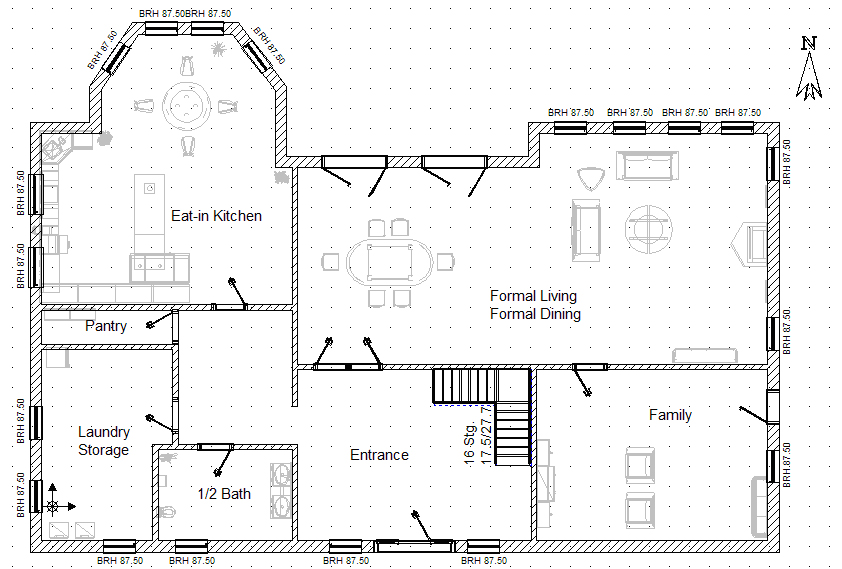
Rzut parteru domu jednorodzinnego

Rzut – rysunek budowlany przedstawiający układ pomieszczeń na danym piętrze budynku, wraz z wyposażeniem i odpowiednimi szczegółami wykonania. Jest to jeden z podstawowych elementów projektu architektonicznego lub inżynierskiego. Zwyczajowo terminem rzut budynku określa się kształt rzutu parteru, a tym samym obrysu budynku.

## Zasady wykonania
Rysunek rzutu wykonuje się w skali, której wielkość zależna jest od stopnia uszczegółowienia rysunku. W ujęciu geometrycznym rysunek taki jest rzutem prostokątnym, w którym płaszczyzna odwzorowania jest równoległa do podłogi. Zwykle jako wysokość przekroju przyjmuje się 1 metr od podłogi, choć w zależności od kształtu budynku odległość ta może się zmieniać. Obiekty przecięte przez płaszczyznę rzutu (np. ściany, schody, okna itp.) na rysunku ukazuje się w przekroju, obiekty położone ponad płaszczyzną pomija się lub rysuje linią przerywaną. Szczególnym rodzajem rzutu jest rysunek sufitu - w tym przypadku rysuje się wszystkie istotne widoczne obiekty położone ponad płaszczyzną rzutu.

## Szczegóły rysunku
Na typowym rzucie architektonicznym ukazuje się elementy takie jak ściany, drzwi i okna, schody, podstawowe meble i wyposażenie wnętrz, widoczne elementy instalacji (np. grzejniki), szachty instalacyjne, wyposażenie łazienek i kuchni. Podawane są też szczegółowe wymiary pomiędzy ścianami oraz wymiary otworów ścian. Na rysunek rzutu nanosi się też opisy pomieszczeń i zastosowanych materiałów budowlanych. Obiekty ukazywane w przekroju rysuje się grubą linią, nieco cieńszą elementy budowlane widziane z góry, najcieńszą ruchome wyposażenie budynku oraz linie wymiarowe.